# 胆沢城
胆沢城（いさわじょう/いさわのき）は、陸奥国胆沢郡（現在の岩手県奥州市水沢）にあった日本の古代城柵。国の史跡に指定されている。
坂上田村麻呂が802年（延暦21年）に築き、1083年（永保3年）の後三年の役の頃まで約150年にわたり鎮守府として機能した。

## 歴史

### 平安時代
文献上の初見は『日本紀略』にあり、坂上田村麻呂が802年（延暦21年）1月9日に陸奥国胆沢城を造るために征服地に派遣されたことを伝える。征夷大将軍の田村麻呂はこれにより造胆沢城使を兼任した。11日には東国の10か国、すなわち駿河国、甲斐国、相模国、武蔵国、上総国、下総国、常陸国、信濃国、上野国、下野国の浪人4,000人を胆沢城に配する勅が出された。おそらくまだ建設中の4月15日に、田村麻呂は蝦夷の指導者アテルイの降伏を報じた。
新征服地の城としては、翌年これより北に志波城が築かれた。志波城の方が規模が大きいので、当初はさらなる征討のため志波城を主要拠点にするつもりだったと推測されている。しかし間もなく征討は中止され、志波城はたびたびの水害のせいで812年（弘仁3年）頃に規模のより小さい徳丹城に移転した。これによって後方にある胆沢城が最重要視されるようになった。
9世紀初めに鎮守府が国府がある多賀城から胆沢城に移転した。その正確な年は不明だが、早ければ建設と同時の802年、遅ければいったん志波城におかれたとみて812年となる。『日本後紀』の808年（大同3年）7月4日条から、この時既に鎮守府が国府と離れた地にあったことが知れるが、それが志波か胆沢かまではわからない。移転後の胆沢城は陸奥国北部、今の岩手県あたりを統治する軍事・行政拠点となった。
815年（弘仁6年）からは軍団の兵士400人と健士300人、計700人が駐屯することになった。兵士は60日、健士は90日の交替制によって常時700の兵力を維持した。これ以前には他国から派遣された鎮兵500人が常駐していた。初めから500人だったか、別の改正を経て500人になったのかは不明である。9世紀後半になると、その統治力は徐々に形骸化していった。

### 現代
1922年（大正11年）10月12日内務省告示270号で国の史跡に指定された。
1971年（昭和46年）、岩手日報で「胆沢城」が連載された。古代城柵である胆沢城を中心にした古代の物語である。
2002年（平成14年）に造営1200年の節目を迎えた。また、朝廷に抵抗したアテルイの没後1200年とも重なって、地元水沢市（当時）では、様々なイベントが行われた（そのイベントというのもアテルイが主であった。しかし、付加的に地元での認知度が上がった）。
2005年（平成17年）9月3日には、政庁からおよそ400m離れた伯済寺遺跡より、墨書土器に「政所」の文字が書いたものが見つかったと発表した。これにより有力官人が城外の自分の邸内で執政していた可能性が強くなった。
2019年（令和元年）6月、外郭南門両脇の築地塀と南大路の一部が復元され、胆沢城跡歴史公園として開園された。

## 構造

政庁地区政庁前門前から正殿方向を望む。

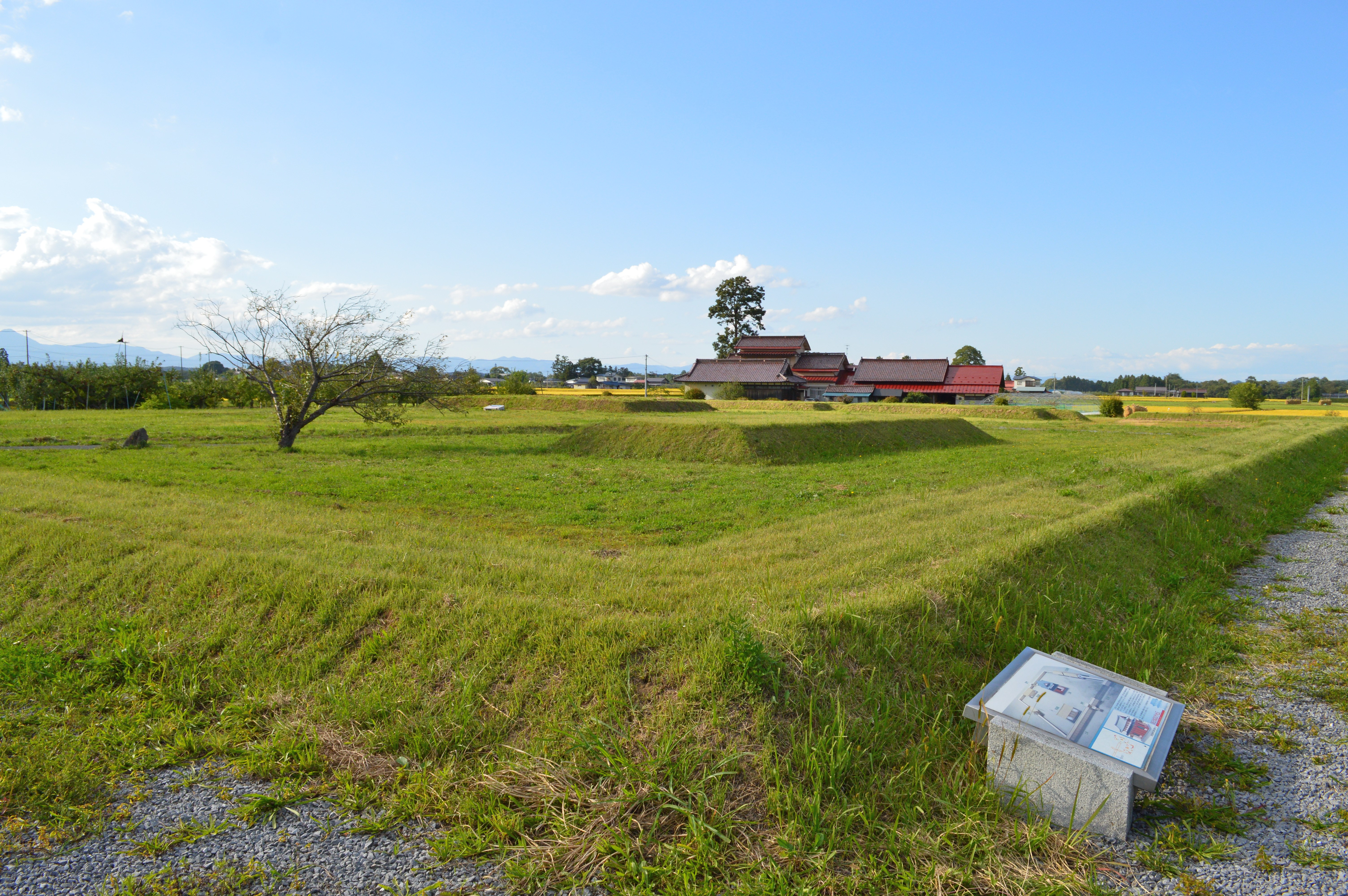
政庁地区回廊跡から東脇殿跡・正殿跡を望む。

発掘調査によれば、総面積はおよそ46万m2で、外側から幅3-5mで深さ1-1.5mの堀があり、築地（ついじ）と呼ばれる高さ3.9mの土で固めた築地塀の内側にもまた堀をもつ、二重の堀による外郭線で囲まれている。
その内部には中央部に90m四方の政庁があり、これもまた外壁を伴う。
また正門の外郭南門（がいかくなんもん）から北に伸び、政庁前門と政庁南門の2つの門がある。
- 政庁 - 儀式を行う中心施設。
- 官衙（かんが） - 政庁のそばにある役所。

## 所在地
- 岩手県奥州市水沢佐倉河字九蔵田
- 水沢駅よりバスで旧国道4号を北上して約15分。佐倉河「八幡」で下車する。